# 예프피미 푸탸틴

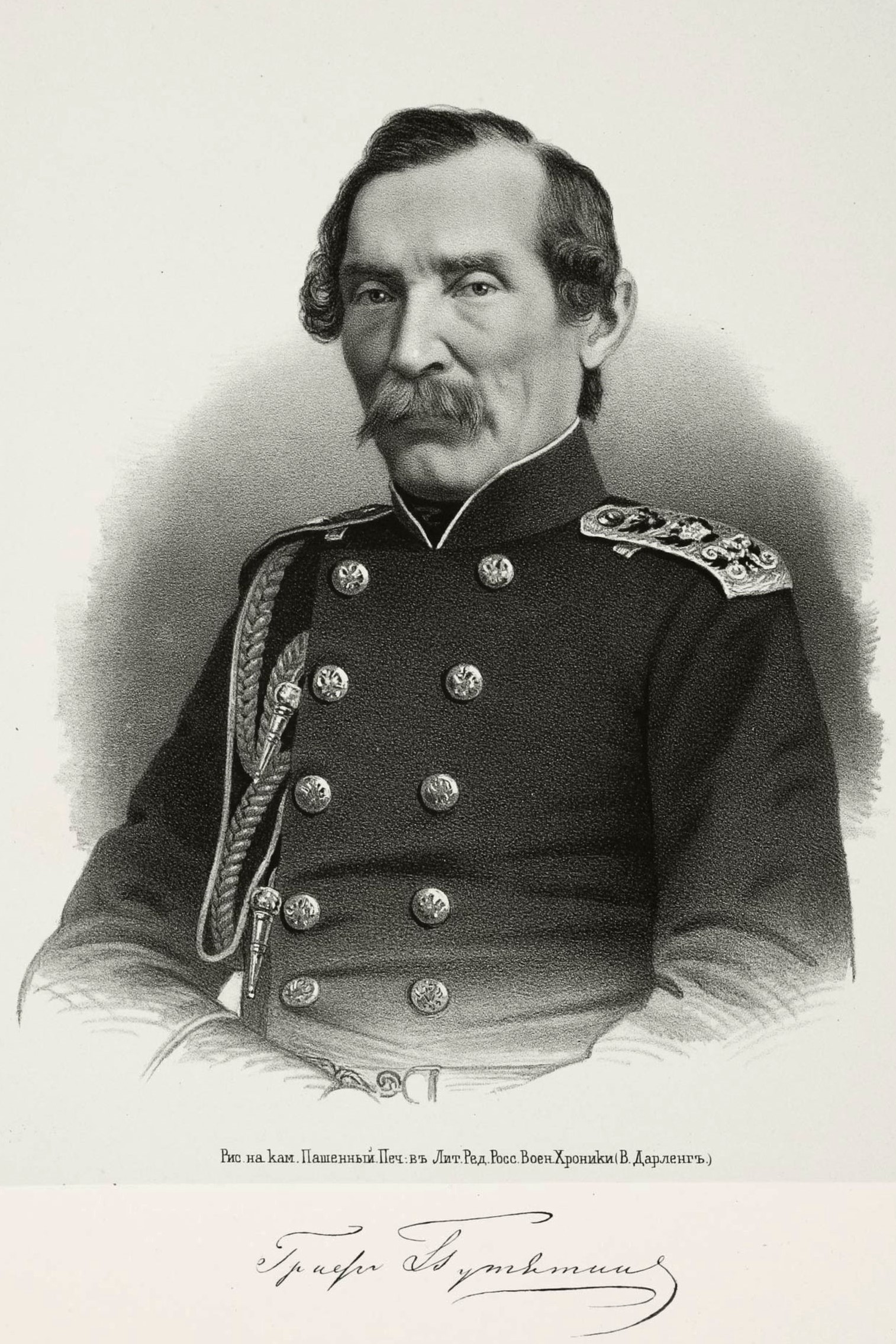
노년기의 푸탸틴

예프피미 바실리예비치 푸탸틴(러시아어: Евфи́мий Васи́льевич Путя́тин, Yevfimy Vasilyevich Putyatin, 1803년 11월 8일 ~ 1883년 10월 16일)은 제정 러시아 (로마노프 왕조)의 해군 군인, 정치가이다. 1861년에는 제정 러시아의 교육대신을 지냈다.
1858년 청나라와 접촉하여, 톈진조약 체결에 관여했다.